# Монохроматичне випромінювання
Монохромати́чне випромі́нювання — сукупність фотонів, що виділяються джерелом випромінювання, що мають практично
однакову довжину хвилі.
Монохроматичне (однорідне) випромінювання є абстракцією, оскільки отримати його на практиці неможливо.
Монохромотична хвиля повинна б була простягатися до безмежності. Скінченний розмір області, в якій існує хвиля накладає обмеження на точність визначення її хвильового вектора. За принципом невизначеності Гайзенберга
{\displaystyle \Delta x\Delta p\geq {\frac {\hbar }{2}}},
де {\displaystyle \Delta x} — невизначеність координати, {\displaystyle \Delta p=\hbar \Delta k}, — невизначенітсь імпульсу (хвильового вектора),
{\displaystyle \hbar } — зведена стала Планка. Отже, світло, що існує в скінченній області не може мати точно визначеного хвильового вектора, довжини хвилі, а, таким чином, і частоти.
Оптичні пристрої, що створюють монохроматичні пучки променів, називаються монохроматорами.